# Мигас, Александр Яковлевич
Мигас Александр (Алесь) Яковлевич (род. 3 октября 1953, Симоновичи, Бобруйская область) — художник-керамист и профессор, один из основателей Красноярской школы художественной керамики, и основатель кафедры «Художественная керамика» в КГХИ (руководил кафедрой с 1980 г. по 2008 г.), член Союза Художников России, заслуженный педагог Красноярского края, член корреспондент петровской академии наук и искусств, член экспертного совета по сохранению культурных ценностей министерства культуры Российской Федерации, член международной ассоциации изобразительных искусств — IAA AIAP UNESCO, член профессорского собрания Российской Федерации, член Русского географического общества. Председатель ГЭК, член аттестационной комиссии высших и средних учебных заведений в г.г. Новосибирск, Тюмень, Норильск, Кемерово, Чита, Кызыл, Абакан. Лауреат и дипломант международных всероссийских, межрегиональных выставок, конкурсов, фестивалей, биеннале, творческих дач, пленэров и мастер-классов в США, Грузии, Украине, Беларусии, Эстонии, Латвии, Литве, Азербайджане, а также на Камчатке, Якутии, Приморье, Хакасии, Горном Алтае, Бурятии, Таймыре и Республике Тыве.

## Биография
Родился деревне Симоновичи, Глусский район, СССР. Детство прошло там же. Среднюю школу окончил в соседней деревне Заволочицы (1960—1970), Посещал творческую студию изобразительного искусства дворца пионеров в городе Бобруйск (1967—1970). В 1977 году женился на Сергеевой Марине Юрьевне. В 1978 году родилась дочь Мария Александровна Мигас. В 1980 году, после окончания Белорусского государственный театрально-художественный института, был распределен в Красноярск. Уже в городе Красноярске родился сын Мигас Яков Александрович.

### Образование
В 1974 году окончил Московский заочный народный университет искусств, отделение изобразительного искусства им. Н. К. Крупской. В 1974 году окончил Бобруйское художественное училище, по специальности художник-декоратор. В 1980 году окончил Белорусский государственный театрально-художественный институт по специальности художественная керамика. В 1988 году проходил стажировку в Грузинской Государственной Академии художеств, г. Тбилиси, Грузинское ССР. В 1995 г. Работал в творческой группе российских художников керамистов на базе ТПК СХРФ «Воронцово», г. Москва.

### Карьера
С 1980 года работает в красноярском государственном институте искусств (до 2007 года — заведующий кафедрой художественно керамики). Участник более 100 выставок и выставочных проектов в Красноярске, Томске, Санкт-Петербурге, Новосибирске, Благовещенске, Екатеринбурге а также США.
Произведения хранятся в музеях и частных собраниях Красноярска, Новосибирска, Владивостока, Иркутска, Норильска, а также США, Германии, Финляндии, Великобритании и др.

## Стилистика и направление работы
Работает в технике глина, шамот, в жанре садово-парковой (ландшафтной) керамики. В работах преобладает абстрактная декоративная пластика, анималистика. Среди работ так же можно встретить проекты, выполненные для интерьеров и фасадов зданий.

## Некоторые художественные работы
- 2017 г. декоративная напольная пластика «Гарпунья стая».
- 2018 г. Работа «Легенды Гор». Глина, шамот.
- 2018 г. «Легенды гор. Олень»

## Награды
- Краевое почётное звание «ЗАСЛУЖЕННЫЙ ПЕДАГОГ КРАСНОЯРСКОГО КРАЯ»
- Почетный знак «80 лет Красноярскому краю»